# 傅氏毛翅尺蛾
傅氏毛翅尺蛾（学名：Trichopteryx fui）为尺蛾科毛翅尺蛾屬下的一个种。